# Jacques-Charles de Fleuriot de La Freulière
Pour les articles homonymes, voir Fleuriot.
Jacques-Charles de Fleuriot de La Freulière, ou de Fleuriot, dont le prénom d'usage est Charles, parfois appelé abusivement Jacques Charles Fleuriot de Langle, est un homme politique français né le 24 août 1805 à Saint-Herblain, dans la Loire-Inférieure, et mort le 16 mars 1887 à Oudon, dans le même département.

## Biographie

### Famille
Jacques-Charles de Fleuriot de La Freulière est le petit-fils de Jacques de Fleuriot, seigneur de la Freulière (1701-1777) et de Marie Louvel, et de Nicolas de Fleuriot, seigneur d'Omblepied, et de Victoire-Félicité Charron,.
Son père, Jacques-Nicolas Fleuriot de La Freulière (1738-1824) remplace, en décembre 1793, La Rochejaquelein à la tête de la fraction de l'armée vendéenne qui n'a pas pu franchir la Loire à Ancenis, et conduit ses troupes jusqu'à la bataille de Savenay. Son oncle, Jacques Fleuriot de La Freulière, est tué au cours de la bataille de Nantes, la même année. Sa mère est Félicité-Jeanne-Joseph de Fleuriot (1777-1861).
Il épouse Claire-Victoire de Guer (1807-1866), le 23 janvier 1833. Ils ont quatre enfants : Claire-Félicité-Marie (1833-1859), épouse d'Edmond de Carheil ; Nicolas-Charles (1834-1869) ; Charles-Auguste-Michel (1836-1904) ; Victoire-Marie (1839-1869), épouse d'Achille de Boussineau.

### Activités
Après des études au collège d'Ancenis, il entre au prytanée militaire de La Flèche, avant d'incorporer l'école militaire de Saint-Cyr. Devenu sous-lieutenant en 1825, il est affecté à la garnison de Pont-à-Mousson. Légitimiste, il refuse, en 1830, de prêter serment à Louis-Philippe Ier, et démissionne.
Il s'occupe alors de ses propriétés, notamment du château d'Omblepied, et des terres agricoles qui lui fournissent des revenus. En 1868, il partage par anticipation ses biens entre ses trois enfants encore en vie, et ne garde qu'une partie de ses terres situées à Oudon.

### Carrière politique
Après avoir été élu conseiller municipal d'Oudon en 1834, il en devient maire entre 1835 et 1837, mandat qu'il abrège en démissionnant. En 1852, il devient conseiller d'arrondissement du canton d'Ancenis, et siège au conseil de l'arrondissement d'Ancenis jusqu'en 1871. Entre-temps, il occupe de nouveau le siège de maire d'Oudon à partir de mai 1861.
En février 1871, il se présente aux élections de l'Assemblée nationale en Loire-Inférieure, sur une liste regroupant les conservateurs, légitimistes et bonapartistes. Avec 51 602 voix sur 95 897 votants (155 400 inscrits), il se place en dixième position et est élu. Durant son mandat, de 1871 à 1876, il siège à droite. Il vote notamment, en 1875, contre l'amendement Wallon, prémices du rétablissement de la République. Parmi ses autres choix, il vote pour les prières publiques, pour l'abrogation des lois d'exil, pour la démission d'Adolphe Thiers au 24 mai, pour le ministère de Broglie, pour le septennat.
Il ne se représente pas, et continue d'occuper la fonction de maire d'Oudon jusqu'en 1881. C'est alors son fils — seul de ses enfants encore en vie après 1869 — qui lui succède.